# Gian Rinaldo Monaldesco

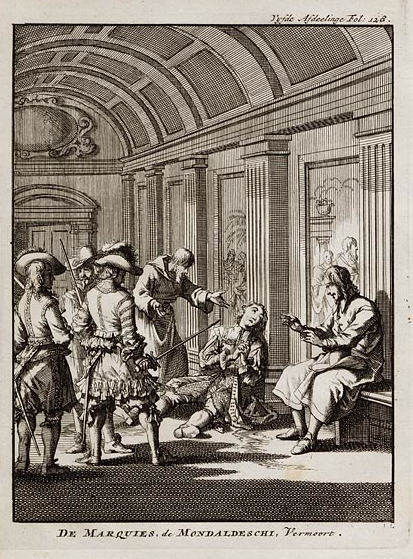
Etsning föreställande Monaldescos död i Fontainbleu, av Jan Luyken 1698.

Gian Rinaldo Monaldesco, död 10 november 1657, var en italiensk markis och hovman.

## Biografi
Monaldesco tillhörde en förnäm italiensk adelsfamilj. Under början av 1650-talet deltog han i kriget mellan Frankrike och Spanien. Han ledde 1654 de frikårer som utrustades i Rom och Abruzzerna för att stödja hertig Henrik II av Guise i dennes anfall på det Spanien tillhöriga kungariket Neapel. 
I april 1656 trädde Monaldesco i drottning Kristinas tjänst och blev hennes överhovstallmästare. Kristina förberedde vid denna tid ett ingripande i det fransk-spanska kriget. I september 1656 slöt hon i Compiègne ett traktat med Jules Mazarin, som tillförsäkrade Kristina Neapels krona efter en fransk erövring av landet. Monaldesco utnämndes i detta sammanhang till general vid de franska trupperna i Italien och deltog i Kristinas och Mazarins underhandlingar 1656–1657. 
På hösten 1657, då Kristina residerade i Fontainebleau för att påskynda den franska expeditionen mot Neapel, förrådde Monaldesco hennes och Mazarins planer. Kristina, som var suverän drottning och även erkänd som sådan, höll rättegång mot Monaldesco som hon betraktade som sin undersåte. Denne överbevisades och dömdes till döden av drottningen. Domen exekverades av hennes livgarde 10 november 1657 i Galerie des cerfs. Kristina och Mazarin kunde av politiska skäl inte yppa orsakerna till Monaldescos avrättning. Dikten och romanen tog sig an händelsen, och den har ofta i litteraturen framställts som ett crime passionnel.